# 高商 (前燕)
高 商（こう しょう、生没年不詳）は、五胡十六国時代の前燕の人物。本貫は渤海郡蓨県。祖父は高約（高湖の曾祖父の高隠の兄）。父は高瞻。兄は高開。

## 生涯
前燕に仕え、范陽郡太守に任じられていた。
352年4月、兄の参軍高開が冉魏との戦傷が元で亡くなった。高商は訃報を聞いて血を吐いて慟哭、発症して杖が無ければ歩けなくなるほどだった。
燕王慕容儁は高商を召して会見した。高商は涙を流し続け、その様子を見るに耐えないとした慕容儁は左右の者にこれほどの愛情を持つ者は高商だけであると述べた。すぐに昌黎郡太守に任じたが、高商は泣いて、高開が亡くなった地に赴任するのは忍びないと辞退した。慕容儁は憐れんで、遼西郡太守に任じた。
これ以後の事績は、史書に記されていない。

## 人物・逸話
剛毅厳重で学問を好んだという。